# Haploclathra paniculata
Haploclathra paniculata är en tvåhjärtbladig växtart som först beskrevs av C. Martius, och fick sitt nu gällande namn av George Bentham. Haploclathra paniculata ingår i släktet Haploclathra och familjen Calophyllaceae. Utöver nominatformen finns också underarten H. p. verticillata.